# 彭汝寔
彭汝寔（1481年—?），字子兗，號鹤泉，四川嘉定州（今樂山市）人。明朝政治人物。

## 生平
正德八年（1513年）癸酉科四川鄉試第八名舉人，正德十六年（1521年）辛巳科進士。授南京吏科给事中。与程啟充、徐文华、安磐同為嘉定人，时称“嘉定四谏”。嘉靖六年（1527年）十一月科道互纠，被革职闲住，不久辭官，居鄉授業。
著有《南中奏议》、《六诏记闻》等。

## 家族
曾祖彭惠；祖彭福緣，壽官；父彭鏡，府同知；前母周氏；前母趙氏；母陳氏。

## 延伸阅读
[在维基数据编辑]
 《明史卷二百〇八》，出自《明史》